# Павшино (Костромская область)
Павшино — деревня в Нерехтском районе Костромской области. Входит в состав Волжского сельского поселения.

## География
Находится в юго-западной части Костромской области на расстоянии приблизительно 31 км на восток по прямой от районного центра города Нерехта и в 3 км от города Волгореченск на запад.

## История
Известна с 1872 года, когда здесь было учтено 14 дворов, в 1907 году отмечено было 18 дворов.

## Население
Постоянное население составляло 87 человек (1872 год), 74 (1897), 84 (1907), 6 в 2002 году (русские 100 %), 1 в 2022.